# Лаго Драгони (Кјети)
Лаго Драгони (итал. Lago Dragoni) је насеље у Италији у округу Кјети, региону Абруцо.
Према процени из 2011. у насељу је живело 31 становника. Насеље се налази на надморској висини од 8 м.